# Barevné uvěznění

Barevná síla upřednostňuje uvěznění, protože v určité vzdálenosti je energeticky výhodnější vytvořit pár kvark–antikvark, než pokračovat v prodlužování trubice barevného toku. Toto chování připomíná natahování gumičky vedoucí až k jejímu prasknutí.

Animace barevného uvěznění. Pokud se kvarkům dodává energie, jak je ukázáno, gluonová trubice se prodlužuje, až dosáhne bodu, kdy „praskne“ a vytvoří pár kvark–antikvark. To je důvod, proč nelze pozorovat izolované kvarky.

Barevné uvěznění (anglicky color confinement) je jev v kvantové chromodynamice (QCD), kterým se vysvětluje, proč nelze izolovat a tedy ani samostatně pozorovat barevně nabité částice (například kvarky a gluony) při teplotě nižší, než je Hagedornova teplota přibližně 2 terakelvinů (což odpovídá energiím přibližně 130–140 MeV na částici).
Hadrony jsou tvořeny shlukem kvarků a gluonů. Dva hlavní typy hadronů jsou mezony (tvořené jedním kvarkem a jedním antikvarkem) a baryony (tvořené třemi kvarky). S uvězněním jsou také konzistentní bezbarvé gluebally tvořené pouze gluony, i když se těžko identifikují experimentálně. Kvarky a gluony nelze oddělit od jejich rodičovského hadronu bez vytvoření nových hadronů.

## Původ
Analytický důkaz barevného uvěznění v nějaké kalibrační teorii doposud neexistuje. Tento jev lze kvalitativně chápat tak, že si všimneme, že sílu nesoucí gluony v QCD mají barevný náboj, na rozdíl od fotonů v kvantové elektrodynamice (QED). Zatímco síla elektrického pole mezi elektricky nabitými částicemi při jejich vzdalování rychle klesá, gluonové pole mezi dvojicí barevných nábojů vytváří úzkou trubici toku (neboli strunu – ta však nemá nic společného se strunami v teorii strun). Kvůli tomuto chování gluonového pole je silná síla mezi částicemi konstantní bez ohledu na jejich vzdálenost.
Proto při vzdalování dvou barevných nábojů začne být v určitém bodě energeticky výhodnější, aby místo dalšího prodlužování trubice toku vznikl nový pár kvark–antikvark. Tím se vysvětluje, že při vzniku kvarků v urychlovačích částic nelze pozorovat jednotlivé kvarky, ale „jety“ mnoha barevně neutrálních částic (mezonů a baryonů), shluklých dohromady. Tento proces se nazývá hadronizace, fragmentace nebo prasknutí struny.
Uvězňující fáze je obvykle definována chováním akce Wilsonovy smyčky, což je prostě trajektorie v časoprostoru od místa vzniku páru kvark–antikvark k místu jejich anihilace. V teorii bez uvěznění je akce takové smyčky úměrná jejímu obvodu. V teorii s uvězněním je naproti tomu akce smyčky úměrná její ploše. Protože plocha je úměrná vzdálenosti dvojice kvark–antikvark, volné kvarky nemohou existovat. Existence mezonů je možná, protože smyčka obsahující jinou smyčku s opačnou orientací má pouze malou plochu mezi oběma smyčkami.
Někdy se předpokládá, že jedinou příčinou barevného uvěznění je velmi velká hodnota silné vazby blízko Landauova pólu. Tomuto jevu se někdy říká infračervené otroctví (termín je opakem ultrafialové volnosti). Je ale nesprávný protože v QCD je Landauův pól nefyzikální, jak je vidět z faktu, že jeho pozice ve škále uvěznění závisí z větší části na volbě renormalizačního schématu, tj. na konvenci. Většina pozorování svědčí o středně silné vazbě, typicky s hodnotou 1-3 v závislosti na volbě renormalizačního schématu. Proti jednoduchému ale chybnému mechanismu infračerveného otroctví je síla vazby jen jedním z důvodů barevného uvěznění; druhým je to, že gluony nesou barevný náboj a proto se mohou zhroutit do gluonových trubic.

## Škála uvěznění
Škála uvěznění nebo škála QCD je škála, v níž diverguje perturbačně definovaná silná vazbová konstanta. To je známé jako Landauovo pole. Definice a hodnota proto závisí na použitém renormalizačním schématu. Například u schématu MS-bar (modified minimal subtraction scheme) a pro čtyři smyčky při změně {\displaystyle \alpha _{s}} je světový průměr pro případ tří chutí
{\displaystyle \Lambda _{\overline {MS}}^{(3)}=(332\pm 17)\,{\rm {{MeV}\,.}}}
Když je rovnice renormalizační grupy řešena přesně, není škála vůbec definována. Proto je obvyklé uvádět hodnotu silné vazbové konstanty v určité referenční stupnici.

## Modely vykazující uvěznění
Uvěznění kromě QCD v čtyřrozměrném prostoročasu vykazuje také dvourozměrný Schwingerův model. Uvěznění vykazují také kompaktní abelovské kalibrační teorie ve dvou a trojrozměrném prostoročasu. Uvěznění bylo nedávno objeveno při elementárních excitacích magnetických systémů nazývaných spinony.
Pokud by se zmenšila škála narušení elektroslabé symetrie, nenarušená SU(2) interakce by se nakonec stala uvězňující. Alternativní modely, v nichž se SU(2) při překročení této škály stává uvězňující jsou kvantitativně podobné standardnímu modelu při nižších energiích, ale od uvedeného narušení symetrie se dramaticky liší.

## Modely plně pozorovatelných kvarků
Vedle kvarkového uvěznění existuje možnost, že by barevný náboj kvarků bylo možné plně pozorovat díky gluonové barvě obklopující kvark. Byla nalezena přesná řešení SU(3) klasické Yangovy–Millsovy teorie, která plné pozorování barevného náboje kvarku umožňují (pomocí gluonových polí). Taková klasická řešení však neberou v úvahu netriviální vlastnosti QCD vakua. Proto význam takových řešení s úplným gluonovým monitorováním samostatného kvarku není zřejmý.